# Sam Millar
Pour les articles homonymes, voir Millar.
Sam Millar, né en 1958 à Belfast, est un écrivain et dramaturge irlandais de langue anglaise.

## Biographie
Millar a plusieurs fois été condamné à des peines de prisons. Il fut emprisonné à la prison de Long Kesh en Irlande du Nord pour sa participation à la lutte de l'IRA. Il part aux Etats-Unis où il participe à un des plus célèbres braquages des années 1990, celui de la Brink's, entreprise de transport de fonds, à Rochester en 1993. Il est cette fois emprisonné pour crime de droit commun.
Il a reçu de nombreux prix littéraires et ses livres ont été traduits dans plusieurs langues. L'éditeur qui l'a découvert et révélé en France, Patrick Raynal, est aussi son traducteur attitré.
Millar a séjourné à New York, où il a été propriétaire de la chaine de librairies, K.A.C. Comics.
Les droits cinématographique pour son œuvre autobiographique, On The Brinks, ont été acquis par Warner Brothers.
En 2011 Millar a participé au Festival international du roman noir de Frontignan et au Festival du goéland masqué de Penmarc'h. Son roman Redemption Factory a remporté le grand prix de littérature policière en 2011.

## Œuvre

### Autobiographie
- On the Brinks (On the Brinks, 2003) (Trophées 813 2014 du meilleur roman étranger)

1. Paris : Le Seuil, 2010, 368 p.,  (ISBN 978-2-02-107737-7)
2. Paris : Le Seuil, coll. « Points policiers » no 3390, 2014, 401 p.  (ISBN 978-2-7578-4819-7)

### Romans
- Dark Souls (2003)
- Redemption factory (The Redemption Factory, 2005)

1. Paris : Fayard, coll. « Fayard noir », 2010, 333 p.  (ISBN 978-2-213-63525-5)
2. Réédité sous le titre Rouge est le sang. Paris : Le Seuil, coll. « Points policiers » no 3166, 2014., 277 p.  (ISBN 978-2-7578-3031-4)

- Poussière tu seras (The Darkness of Bones, 2006)

1. Paris : Fayard, coll. « Fayard noir » 2009, 302 p.  (ISBN 978-2-213-63530-9)
2. Paris : Le Seuil, coll. « Points policiers » no 2992, 2013, 249 p.  (ISBN 978-2-7578-3028-4)

- Un tueur sur mesure (The Bespoke Hitman, 2018)

1. Métailié, coll. « Noir » 2021,  (ISBN 979-10-226-1160-2)

#### SérieKarl Kane
- Les Chiens de Belfast  (Bloodstorm, 2008)

1. Paris : Le Seuil, coll. « Seuil Policiers », 2014, 264 p.  (ISBN 978-2-02-113569-5)
2. Paris : Le Seuil, coll. « Points policiers » no 4007, 2015, 282 p.  (ISBN 978-2-7578-4955-2)
3. Ville-d'Avray : Sixtrid, 2015. 1 disque compact audio. Interprété par Lazare Herson-Macarel.  (EAN 3358950002863)

- Le Cannibale de Crumlin Road (The Dark Place, 2009)

1. Paris : Le Seuil, coll. « Seuil Policiers », 2015, 295 p.  (ISBN 978-2-02-113570-1)
2. Ville-d'Avray : Sixtrid, 2016. 1 disque compact audio. Interprété par Lazare Herson-Macarel.  (EAN 3358950003082)
3. Paris : Le Seuil, coll. « Points policiers » no 4313, 2016, 328 p.  (ISBN 978-2-7578-5689-5)

- Un sale hiver (The Dead of Winter, 2012)

1. Paris : Le Seuil, coll. « Seuil Policiers », 2016, 276 p.  (ISBN 978-2-02-113566-4)
2. Ville-d'Avray : Sixtrid, 2016. 1 disque compact audio. Interprété par Lazare Herson-Macarel.  (EAN 3358950003235)
3. Paris : Le Seuil, coll. « Points policiers » no 4561, 2017, 298 p.  (ISBN 978-2-7578-6607-8)

- Au scalpel (Past Darkness, 2015)

1. Paris : Le Seuil, coll. « Cadre noir », 2017, 282 p.  (ISBN 978-2-02-131415-1)

### Pièce de théâtre
- Brothers in Arms

## Prix
- Aisling Award for Art and Culture (2003)[5]
- Martin Healy Short Story Award[5]
- Brian Moore Award for Short Stories (1998)[5]
- Cork Literary Review Writer’s Competition[5]